# Les Tambours du Bronx
Les Tambours du Bronx sind ein französisches sechzehnköpfiges Perkussion-Ensemble, das 1987 in Nevers gegründet wurde. Charakteristisch für die Musik der „Trommler aus der Bronx“ ist, dass mit Axtstielen auf 225-Liter-Ölfässern getrommelt wird.

## Geschichte
Die Tambours du Bronx wurden 1987 in Varennes-Vauzelles, einer Nachbargemeinde von Nevers im Département Nièvre gegründet. Ihr Name leitet sich von einem Viertel in Varennes-Vauzelles ab, das aufgrund des geradlinigen Straßengitternetzes und der identischen grauen und tristen Häuserfluchten den Beinamen „Le Bronx“ trägt. Dieses Viertel wird zum größten Teil von den Stahlarbeitern des lokalen SNCF-Werkes bewohnt, von dort stammen auch die ersten Fässer der Gruppe.
Seit 1990 treten sie in Konzerten in vielen europäischen Ländern, den USA und Dschibuti auf. Sie waren unter anderem zu Gast bei folgenden Festivals: Roskilde, Woodstage Summer Open Air, Sziget, Wacken Open Air und dem Braunschweig Classix Festival.

## Auftritte
Die Ölfässer, die aufgrund ihres Klanges und ihrer „Weichheit“ ausgewählt wurden und seit den Anfängen benutzt werden, haben ein Fassungsvermögen von 225 Litern. Neu gelieferte Fässer werden von der Gruppe bemalt beziehungsweise besprüht. Pro Musiker wird ein Fass zwei Konzerte lang bespielt und nach dem zweiten Konzert an das Publikum verschenkt.
Die dazugehörigen Schlägel sind aus Buchenholz, mit einer Länge von 40 cm und einem Durchmesser von 3 cm. Ein Musiker zerbricht pro Konzert ungefähr zwei Paare. In den Anfängen der TDB wurden ausgediente Hackenstiele verwendet, mittlerweile werden die Schlägel in Paletten geliefert.
Elektronische Klänge, ausgelöst unter anderem durch das Schlagen der Metallrohre an den Ständern, vervollständigte den Sound seit Mitte der 90er Jahre. Davor wurden die Konzerte rein akustisch von einer bis zu 25 Mann starken Bühnenbesetzung absolviert. Die aktuelle Setlist beinhaltet immer ein paar rein akustische „Fässer-Stücke“. Es kommt gelegentlich vor, dass die Gruppe 20 Minuten nur akustisch spielt, im Gegensatz zur ganzen Setlist, die eineinhalb Stunden überschreitet.
Auf dem 2003 veröffentlichten Album STEREOSTRESS REMIXES experimentiert die Gruppe mit anderen Musikrichtungen, jedoch nie ohne ihre industriellen Wurzeln außer Acht zu lassen (veränderter Klangteppich, sowie die Melodien der verschiedenen Instrumente). Seit dieser Zeit widmet sich ein zusätzlicher Musiker, ein DJ, auf der Bühne den elektronischen Samples und Klängen.

## Aktuelle Besetzung
- Produzent: Guillaume PIAT

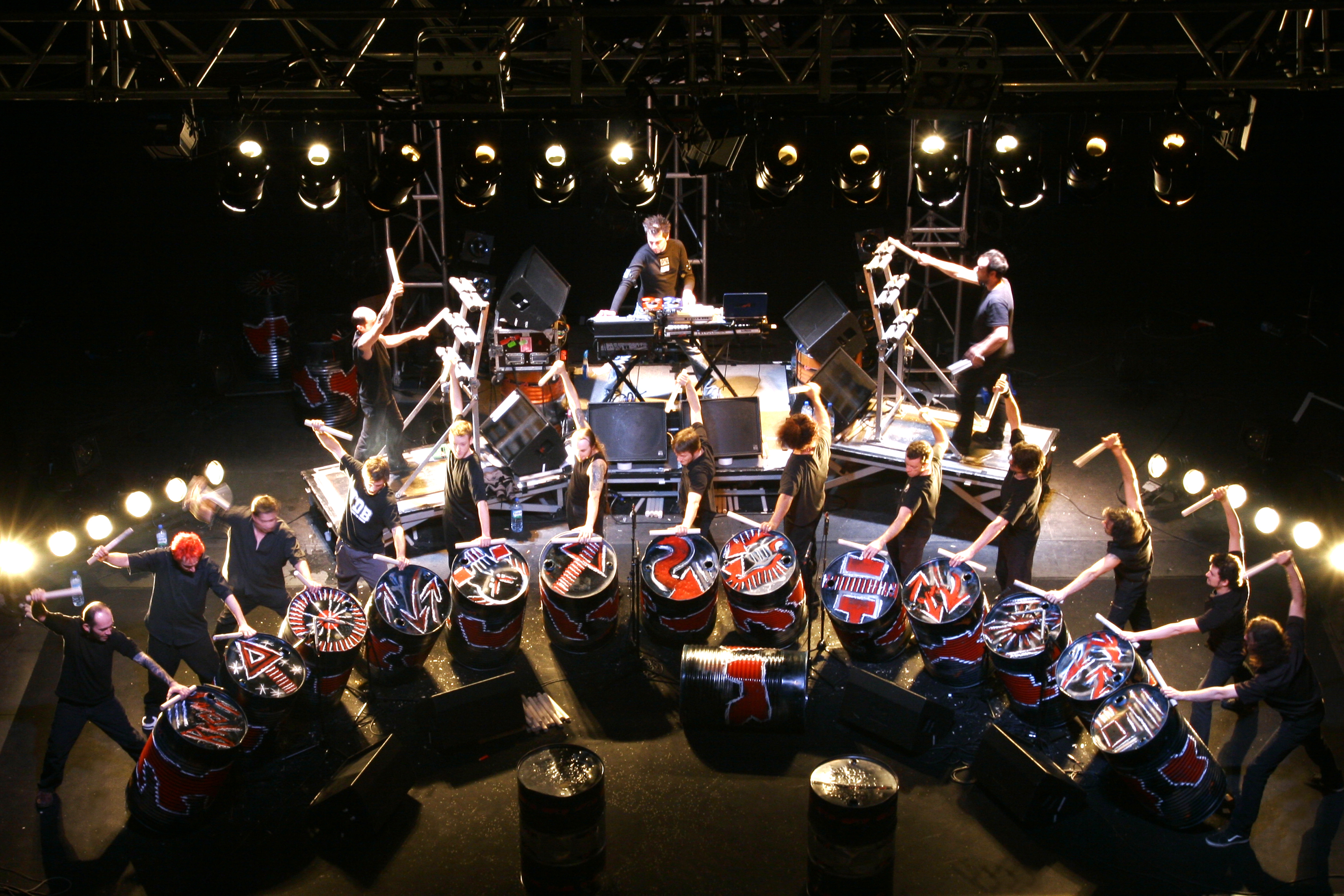

- Technische Leitung: Dominique Gaudeaux
- Tontechnik: Sébastien Guichard
- Tontechnik: Jérôme Cartier
- Lichtregie: Max Diyab
- Samples & Elektrosounds: Yann Lavocat
- An den Fässern: Cécé, Nono, Kiki, Romy, Sid, Dom, Luc, Thierry, Julien, Zio, Ben, Flav, Will, Babass und Poz

## Veröffentlichungen
- Ça sonne pas beau un bidon? (1989)
- Monostress 225L (1992)
- Grandmix (1992)
- Silence (1999)
- Live (2001)
- Stereostress Remixes (2003)
- DVD Live (2006)
- BRONX Live (2006)
- MMIX (2009)
- Fukushima Mon Amour – CD & DVD (2011)
- Metal Veins Alive at Rock In Rio – Sepultura & Les Tambours du Bronx – CD, DVD, Blu-Ray (2014)
- CORROS (2015)